# Riama inanis
Espèce
Synonymes
- Proctoporus inanis Doan & Schargel, 2003

Statut de conservation UICN

 DD  : Données insuffisantes
Riama inanis est une espèce de sauriens de la famille des Gymnophthalmidae.

## Répartition
Cette espèce est endémique de l'État de Portuguesa au Venezuela.

## Publication originale
- Doan & Schargel, 2003 : Bridging the gap in Proctoporus distribution: a new species (Squamata: Gymnophthalmidae) from the Andes of Venezuela. Herpetologica, vol. 59, no 1, p. 68-75.